# Silver Cross

Wózek firmy Silver Cross

Silver Cross – brytyjski producent branży dziecięcej. Firma zajmuje się produkcją wózków, fotelików, mebli dziecięcych, pościeli oraz zabawek. Silver Cross powstał w 1877 roku w Yorkshire w Anglii i jest jednym z najstarszych producentów wózków na świecie. Firma sprzedaje swoje produkty w ponad 70 krajach na całym świecie w tym także w Polsce. 

## Początek Silver Cross

Wczesny wózek firmy Silver Cross

Reklama firmy Silver Cross z lat 50. XX wieku

Firma Silver Cross powstała w 1877 roku w Yorkshire w Anglii, jej założycielem był brytyjski inżynier i wynalazca William Wilson. William Wilson jest twórcą prototypu współczesnego wózka dziecięcego. Prototyp wózka powstał w jego zakładzie w Yorkshire przy ulicy Silver Cross, od której wzięła się nazwa firmy Silver Cross. Stworzony przez Williama Wilsona wózek wyróżniał się twardym nadwoziem, zawieszeniem w kształcie litery C, kołami ze szprychami oraz składaną budką. William Wilson opatentował swój wynalazek i rozpoczął nową erą w tworzeniu produktów dla dzieci.

## Wózki Silver Cross dla brytyjskiej rodziny królewskiej
Od 1895 roku czyli od urodzenia króla Jerzego VI, Silver Cross jest głównym producentem wózków dziecięcych dla brytyjskiej rodziny królewskiej. Z wózków Silver Cross korzystali: król Jerzy VI, królowa Elżbieta II a w 1948 roku marka Silver Cross zaprojektowała specjalny model wózka dla księcia Karola. Następnie z wózków Silver Cross korzystali synowie Księcia Karola, czyli: książę Wilhelm oraz książę Henryk. Aktualnie z wózków firmy korzystają dzieci księcia Wilhema i Cathrine Middleton: książę Jerzy oraz księżniczka Karolina.

## Silver Cross współcześnie

Wózek firmy Silver Cross, lata 60. lub 70. XX wieku

Od 1960 roku firma Silver Cross jest czołowym producentem wózków dziecięcych w Wielkiej Brytanii. Firma została nazwana „Rolls-Royce wśród wózków”. Kiedy lata 80 wieku przyniosły zapotrzebowanie na lżejsze, mniejsze i bardziej funkcjonalne wózki, Silver Cross rozpoczął produkcję wózka Wayfarer, wyposażonego w odwracane siedzisko spacerowe. Wózek szybko zyskał popularność i sprzedał się w ilości miliona egzemplarzy. Od lat 80 firma stała się jednym z największych producentów wózków dziecięcych w Europie. Obecnie Silver Cross zajmuje się produkcją nie tylko wózków dziecięcych, ale także fotelików samochodowych, mebli dziecięcych, pościeli oraz zabawek. Produkty Silver Cross sprzedawane są w ponad 70 krajach na świecie w tym od 2017 roku w Polsce – Silver Cross Polska. Silver Cross nadal jest najpopularniejszą marką artykułów dziecięcych w Wielkiej Brytanii. Silver Cross we współpracy z Aston Martin stworzyła najbardziej luksusowy i najdroższy wózek dziecięcy na świecie – Silver Cross Surf 3 Aston Martin Edition. Stelaż wózka wykonany jest ze stopu magnezu, a tapicerka ze skóry. Wózek wyposażony jest we wkładkę z runa owiec oraz ręcznie szyty kaszmirowy kocyk. Wszystkie te elementy składają się na najwyższą cenę wózka dziecięcego w historii: 14 999zł.